# 陸昶名
陸昶名（英語：Lu Min Nicola，1978年1月6日—），香港男子劍擊運動員，同時在一家銀行擔任高層。

## 簡歷
2014年9月，陸昶名代表中國香港參加南韓仁川舉行的亞運會劍擊比賽。他在男子重劍個人賽八強戰以11比15敗予新加坡劍手出局。